# Epizêuxis
A epizêuxis ou epizeuxe é uma figura de linguagem na qual a mesma palavra é repetida duas ou mais vezes seguidas sem outra de permeio. Relaciona-se, portanto, com a diácope. Para comparar, consulte também o verbete "diácope". 
Por exemplo:
- "Marília, Marília, és a estrela da manhã."
- "Amigo, amigo, por favor não vá embora."